# Abcdefu
〈abcdefu〉는 가수 게일의 노래이자 메이저 레이블 데뷔 싱글이며, 데뷔 EP 《Study of the Human Experience Volume One》의 리드 싱글이다. 틱톡과 인스타그램에서 자주 언급되면서 유명해지며 인기를 끌었다.

## 기록
- 빌보드 핫 100 3위
- 영국 싱글 차트 1위
- 미국 음반 산업 협회(RIAA) 인증 플래티넘 등급
- 영국 축음기 협회(BPI) 인증 플래티넘 등급

## 트랙 리스트
디지털 다운로드, 스트리밍
1. "abcdefu"  – 2:48

디지털 다운로드, 스트리밍 (Nicer version)
1. "ABC" (nicer)  – 2:48

디지털 다운로드, 스트리밍 (Demo version)
1. "abcdefu" (demo)  – 2:35

디지털 다운로드, 스트리밍 (Chill version)
1. "abcdefu" (chill)  – 2:56

디지털 다운로드, 스트리밍 (Angrier version)
1. "abcdefu" (angrier)  – 2:39

디지털 다운로드, 스트리밍 (featuring Royal & the Serpent)
1. "abcdefu" (featuring Royal & the Serpent)  – 2:49

디지털 다운로드, 스트리밍 (The Wild Remix)
1. "ABC" (The Wild Remix)  – 3:02

## 인증
| 국가                               | 인증        | 판매량/출하량 |
| ---------------------------------- | ----------- | ------------- |
| 오스트리아 (IFPI 오스트리아)       | 플래티넘    | 30,000        |
| 브라질 (Pro-Música Brasil)         | 2× 플래티넘 | 80,000        |
| 캐나다 (뮤직 캐나다)               | 2× 플래티넘 | 160,000       |
| 덴마크 (IFPI Danmark)              | 골드        | 45,000        |
| 프랑스 (SNEP)                      | 플래티넘    | 200,000       |
| 독일 (BVMI)                        | 골드        | 200,000       |
| 이탈리아 (FIMI)                    | 플래티넘    | 70,000        |
| 뉴질랜드 (RMNZ)                    | 플래티넘    | 30,000        |
| 폴란드 (ZPAV)                      | 골드        | 25,000        |
| 포르투갈 (AFP)                     | 플래티넘    | 10,000        |
| 스페인 (PROMUSICAE)                | 골드        | 20,000        |
| 영국 (BPI)                         | 플래티넘    | 600,000       |
| 미국 (RIAA)                        | 플래티넘    | 1,000,000     |
| 판매량+스트리밍을 기반으로 한 인증 |             |               |